# Gorila (denominación política)
Gorila es una expresión utilizada habitualmente en la vida política argentina para denominar a una persona que tiene una postura antiperonista. El término comenzó a ser utilizado en 1955 por los propios antiperonistas para autodenominarse con un sentido elogioso. Con posterioridad el término también ha sido utilizado por peronistas y no peronistas, frecuentemente con significado despectivo. La expresión se extendió por América Latina como sinónimo de “reaccionario de derecha”, militarista, golpista 

## Origen de la expresión en Argentina
En Argentina comenzó a usarse en 1955 la palabra "gorila" para referirse a una persona antiperonista. La expresión fue tomada de un cuadro humorístico creado por Aldo Cammarota y puesto en escena por Délfor Amaranto en el programa radial La Revista Dislocada. Carlos Ulanovsky describe ese momento diciendo: 

Cuando los rumores arreciaban y se controlaba cada gesto, cada movimiento, tuvo un hallazgo: lanzó la palabra gorila, que se incorporó tanto en Argentina como en otros países, como sinónimo de hombre político, militar o civil, conspirador y reaccionario. Una y cien veces Délfor tuvo que explicar que todo había sido una casualidad sin intención política. En ese momento se había estrenado la película Mogambo, con Clark Gable y Ava Gardner, que transcurría en la selva. Como el filme había tenido mucha repercusión, en la audición lo parodiaron." Una de las canciones que difundía cada domingo "La Revista Dislocada" era un baión, cuya letra decía: "Deben ser los gorilas, deben ser,/ que andarán por aquí,/ deben ser los gorilas, deben ser,/ que andarán por allí.../ El público lo interpretó "como una alusión a lo que por entonces circulaba con sigilo: un movimiento subterráneo de tropas para derrocar a Perón”.

En 1985, Cammarota contó el hecho en una columna escrita para el diario Clarín:

En marzo de 1955, hice por radio (en La Revista Dislocada) una parodia de Mogambo, una película con Clark Gable y Ava Gardner, que sucedía en África. En el sketch había un científico que ante cada ruido selvático, decía atemorizado: «deben ser los gorilas, deben ser». La frase fue adoptada por la gente. Ante cada cosa que se escuchaba y sucedía, la moda era repetir «deben ser los gorilas, deben ser». Primero vino un fallido intento de golpe y luego el golpe militar de 1955. Al ingenio popular le quedó picando la pelota: «deben ser los gorilas, deben ser». Los golpistas se calzaron gustosos aquel mote.

En 1955, poco antes del golpe de Estado militar que derrocó al presidente Perón, espontáneamente, los antiperonistas comenzaron a llamarse a sí mismos «gorilas». También lo hicieron los militares golpistas antiperonistas de la Armada. En las elecciones de 1963 el Partido de la Revolución Libertadora llevaba como lema electoral: "Llene el Congreso de gorilas".
Una vez producido el derrocamiento del gobierno de Juan Domingo Perón por el golpe de Estado de la autodenominada Revolución Libertadora del 16 de septiembre de 1955, se usó la denominación para identificar a los partidarios del nuevo gobierno y, con el correr de los años, el término pasó a ser utilizado por peronistas y no peronistas para denominar a los antiperonistas, pero con un sentido despectivo. Por extensión, en América Latina comenzó a llamarse gorilas a los generales reaccionarios que ejecutaron golpes de Estado, y que ejercieron una dura represión contra sus adversarios políticos.

## Uso posterior en Argentina
Con el paso del tiempo se redujo la cantidad de antiperonistas que utilizan el término "gorilas" para llamarse a sí mismos y la palabra comenzó a usarse cada vez más para denominar a las personas que adoptan sistemáticamente posturas de rechazo al peronismo. La expresión "gorila" es utilizada tanto por peronistas como por personas de otras ideologías o que no reconocen tener una ideología precisa, y puede estar referida a personas de cualquier ideología política, incluso peronista, cuando se le atribuye haberse alejado de los valores e ideas del peronismo.
El periodista e historiador socialista Hugo Gambini es un ejemplo de uso moderno del término:

- Periodista: Cuando a usted alguien le puede decir Gambini es un gorila, ¿usted lo asume o lo niega?
- Gambini: Lo asumo totalmente. ¿Qué es ser gorila?
- Periodista: Y... ser un antiperonista recargado.
- Gambini: Si, recargado, si. Porque la palabra "gorila" viene de un programa de radio. De la Revista Dislocada, de Delfor y el gordo Camarotta... Que lo sacaron de una película... No me acuerdo de quién era... Cantábamos. Y con eso hicieron un cantito. Lo que pasa es que eso se dio justo cuando empezó la Revolución Libertadora... Cuando no se sabía que ruido había en una casa y se escuchaban ruido decían "deben ser los gorilas deben ser". Era una joda que había. Además la Marina subió diciendo "somos nosotros los gorilas".
Hugo Gambini

El término también fue usado dentro del propio peronismo por un sector para cuestionar a otro. Un ejemplo fueron los cánticos del peronismo revolucionario durante el tercer gobierno de Juan D. Perón (1973-1974), para cuestionar al sector vinculado al Ministro de Bienestar Social José López Rega, quien comandaba una organización terrorista paraestatal conocida como Triple A:

¿Qué pasa general que está lleno de gorilas el gobierno popular?

Otro ejemplo sucedió durante el gobierno del Presidente Carlos Menem (1989-1999). En esta oportunidad, sectores sindicales opuestos a sus políticas de tendencia neoliberal entonaban el siguiente cántico, refiriéndose a Menem como el "gorila musulmán":

Traigan al gorila musulmán
para que vea
que este pueblo no cambia de ideas
sigue las banderas de Evita y Perón.

## Uso posterior en América Latina
Un ejemplo del uso del término "gorila" es el que hace el primer ministro de Cuba Fidel Castro en un discurso en 1963:

¿Y qué van a hacer los imperialistas?  Se cocinan en su propia salsa y los gorilas toman el poder, claro que apoyados por los gorilas de Estados Unidos, porque en Estados Unidos hay también gorilas civiles y gorilas militares; los gorilas del Pentágono apoyan los gobiernos de gorilas con uniforme militar, y los gorilas del Departamento de Estado promueven gobiernos de gorilas vestidos de civiles, y tienen allí adentro sus contradicciones, y esas contradicciones se manifiestan en los países de América Latina.
Fidel Castro

En el Uruguay de fines de la década de 1960 e inicios de 1970, al gobierno de Jorge Pacheco Areco se lo tildaba de "gorila" como consecuencia de la sistemática aplicación de medidas prontas de seguridad:

A partir de mayo de 1968 grandes discrepancias entre ministros de diferentes orígenes, como Alba Roballo, Flores Mora, Queraltó, Serrato, Peirano Facio, Frick Davie y Eduardo Jimenez de Arechaga, hacen que  el gobierno de Pacheco Areco pierda la mayoría en las Cámaras en un momento complejo social y económico. El grado máximo lo marcó la huelga bancaria que determinó la implementación de las Medidas Prontas de Seguridad el 13 de junio que estaban consagradas constitucionalmente para “casos graves e imprevistos de ataque exterior o conmoción interior”. Los manifestantes por la Avenida 18 de Julio gritaban “Gobierno gorila, abajo las medidas”. La consecuencia de las medidas del 13 de junio fue una nueva crisis ministerial, renunciando a sus cargos Carlos Queraltó, Alba Roballo y luego de firmar el decreto de Medidas Prontas de Seguridad, Manuel Flores Mora.

En Chile han utilizado este término para llamar a los argentinos, especialmente a sus gendarmes cuando se produjeron incidentes fronterizos sangrientos como el de Laguna del Desierto en 1965 cuando fue asesinado el teniente de carabineros Hernán Merino Correa, herido de gravedad el sargento segundo Miguel Manríquez y destruido un retén previo arriado de su bandera.
En 1991 el escritor hondureño Ramón Amaya Amador escribió la novela Operación Gorila, sobre el golpe de Estado realizado en ese país el 3 de octubre de 1963 contra el gobierno constitucional de Ramón Villeda Morales con apoyo de la CIA de Estados Unidos. La palabra "gorila" en este caso no está utilizada con sentido despectivo, sino que es el nombre con el que los golpistas, desde Estados Unidos, identifican su propio accionar contra el castrocomunismo. Un párrafo de la novela, en el que habla el coronel estadounidense Monkey («mono» en inglés), dice:

la «Operación Gorila» sólo es una parte, muy importante de un plan mayor. Esto ustedes lo comprenden. Después de afianzado el poder, vendrá el segundo período: la unidad militar de todos los países del continente, la creación del ejército interamericano que sea garantía de la estabilidad política en el hemisferio. En la práctica, este gran ejército multinacional tendrá funciones de bombero: apagará cualquier llamita que los castrocomunistas enciendan a lo largo y ancho de los Andes.

En Venezuela Antonio García Ponce dice en su libro Adiós a las izquierdas que en la década de 1960, la izquierda se refería al sector más duro y militarista del gobierno como "el círculo gorila Betancourt-Briceño Linares".
Luego del derrocamiento del presidente hondureño Manuel “Mel” Zelaya el domingo 28 de junio de 2009 y su reemplazo por el entonces líder del Congreso, Roberto Micheletti, los detractores de este último comenzaron a apodarlo “Goriletti”, en obvia referencia al término “gorila” (aunque obviamente no ya como sinónimo histórico de antiperonista, sino en general de cualquier supuesto o real “derechista reaccionario”).
El presidente peruano Alan García usó la expresión en muchas oportunidades. Por ejemplo, en relación con la crisis política en Ecuador de 2010, expresó:

Si dejamos pasar a los gorilas en este momento la hora del gorilaje puede volver al continente.
Alan García, 2010.